# José Manuel Fernandes
José Manuel Ferreira Fernandes (ur. 26 lipca 1967 w Vila Verde) – portugalski inżynier, działacz społeczny i regionalny, samorządowiec, deputowany do Parlamentu Europejskiego VII, VIII i IX kadencji, od 2024 minister rolnictwa.

## Życiorys
Ukończył studia licencjackie z dziedziny inżynierii systemów i informatyki na Universidade do Minho. Rozpoczął później studia prawnicze na tej uczelni. Działalność polityczną zaczynał od członkostwa w JSD (Juventude Social Democrata), młodzieżówce Partii Socjaldemokratycznej. Był jej przewodniczącym w rejonie Vila Verde. W 1993 został wybrany na radnego z listy PSD (reelekcja w 1997). Od 1997 do 2009 był burmistrzem (przewodniczącym câmara municipal) w Vila Verde. W 1999 uzyskał mandat posła do Zgromadzenia Republiki z okręgu Braga. W 2004 bez powodzenia kandydował do Parlamentu Europejskiego z listy PSD i CDS/PP.
Pełnił obowiązki prezesa agencji rozwoju regionalnego Cávado i przewodniczącego regionalnego związku gmin. W wyborach z 7 czerwca 2009 uzyskał mandat posła do Parlamentu Europejskiego jako jeden z ośmiu przedstawicieli PSD. Został członkiem grupy Europejskiej Partii Ludowej, a także Komisji Budżetowej. W 2014 i 2019 z powodzeniem ubiegał się o europarlamentarną reelekcję.
W kwietniu 2024 objął urząd ministra rolnictwa i żywności w rządzie Luísa Montenegra. W 2025 ponownie został wybrany do portugalskiego parlamentu (w okręgu dla europejskiej diaspory). W czerwcu 2025 został ministrem rolnictwa i spraw morskich w drugim gabinecie lidera PSD.